# 苏州日本领事馆旧址
苏州日本领事馆旧址，位于江苏省苏州市姑苏区南门路94号，今苏州第一丝厂内，为苏州日租界的遗迹。已列为苏州市文物保护单位。

## 历史
中日甲午战争后，光绪二十一年（1895年），中日《马关条约》签订，苏州被辟为通商口岸。光绪二十三年三月（1897年），江苏布政使聂缉椝、监督苏州关江苏督粮道陆元鼎和日本驻上海总领事珍田舍己签订了《中日通商苏州租界章程》，划定城南盘门外相王庙对岸青旸地495．9亩土地为苏州日租界，东西从今人民桥到觅渡桥。1903年日租界投资修筑了纵横交错的几条马路，但是始终不见繁荣，至1934年侨居苏州日租界的日本侨民仅有78人。植田捷雄。
光绪二十八年（1902年），日本领事馆从城内迁至日租界内。1925年，税务司署建造洋楼，不久被日本领事馆购买。1945年日本领事馆撤消。

## 建筑
日本领事馆建筑保存完好。主楼为二层西式建筑，占地1.4亩993平方米，建筑面积939.94平方米。平面不对称，红瓦红砖，四面开门。屋顶参差起伏，分成不同朝向的坡面，多处壁炉烟囱矗立期间。附近的红色平房为警卫室和禁闭室。
1945年10月，第三方面军接收日本领事馆及居留民团、日本人在苏所办企业。收回原日本租界，设青旸镇。

## 历史
1991年1月4日，日本领事馆旧址列为第三批苏州市文物保护单位。